# خوجلي عثمان
|خوجلي عثمان هو مغني سوداني

## النشأة
ولد الفنان خوجلي عثمان عام 1951 بحلفايا الملوك - بمدينة بحري - ولاية الخرطوم وترعرع بها وهو ولد بين خمس أخوات، اغتيل غدراً عام 1994.
وُلد خوجلي عثمان في وادي سوبا المُسمى حالياً بالوادي الأخضر، ويعد خوجلي وحيد والديه جاء إلى الدنيا بعد خمس أخوات، فكان ختاماً كالمسك، بعدها انتقلت به أسرته إلى مدينة الحلفايا، حيث درس الابتدائية في مدرسة الحلفايا القديمة، ثم توقف عن الدراسة ليعمل فني معمل في القسم البيطري في مدينة شمبات، ثم عاد والتحق بكلية كمبوني حيث درس اللغة الإنجليزية، ثم توقف مرة أخرى.
بدأ خوجلي عثمان مشواره الفني وهو في الخامسة عشرة من عمره، فتعلم عزف العود على يد الأستاذ سليمان زين العابدين ، وكان يقلد الأستاذين أحمد الجابري وعثمان الشفيع. ومن الأغاني التي كان يدندن بها أغنية الذكريات.
في بروفايل للمرحوم منشور في أعداد سابقة من صحيفة اليوم التالي، كتب الصحفي عبد الجليل سليمان عن خوجلي قائلاً “في هجرة روحه إلى عالم الغناء، التقت بروح أخرى لا تقل عنها شغفا وقلقاً ونواحاً وتطريباً، فروح الشاعر تاج السر عبّاس نفحت حنجرة خوجلي بـ حبة حبّة زيد غرورك، كتير بتناسى إيديّ، ومالو لو صافيتنا إنت، معلومة جديدة.
أول من قام باكتشافه وقدمه للشاشة البلورية هو الدكتور محمد عبد الله الريح الذي سمع صوته من خلال حفل أقيمه له في إحدى الحدائق بـشمبات.
كان خوجلي عثمان هادئ الطبع وحلو المعشر، كان يغني في الجمعيات الخيرية بلا مقابل كتب له العديد من الشعراء، منهم تاج السر عباس والتجاني حاج موسى والصادق الياس والعديد من الشعراء، له ستة أبناء ولكن لم يواصل واحد منهم مسيرة أبيه الفنية.
من أشهر أغانيه أسمعنا مرة التي تغنى بها الفنان جمال فرفور والعديد من الفنانين، وكذلك ما بنختلف والكثير من أغنياته الرائعة.
وفي سياق ذي صلة، تضيف بخيتة: بالمناسبة يوجد بالعائلة أكثر من ستة أطفال يحملون اسمه تخليداً لذكراه.
وفي العام 1994 رحل عنَّا عملاق الفن خوجلي عثمان عن عمر يناهز الثلاثة وأربعين عاماً، نتيجة لتأثره بجراحه عندما قام أحد المجرمين الذي وصف بامتشدد الديني في بعض الاخبار بتسديد طعنة من خلفه بعد ما قام المرحوم بضيافته في نادي الفنانين بـمدينة أم درمان قبل ابتداء الحفل الذي كان المرحوم مشاركاً فيه،.
ذكرت الاخبار انه اخر كلماته له أخ مالك ياخي، وأصاب ذلك المجرم الفنان عبد القادر سالم في يده عندما أتى لإنقاذه.
بعد اكتمال الإجراءات القانونية ادعى ذلك المجرم، أنه يعاني من اضطرابات نفسية، وقامت المحكمة بإخلاء سبيل في اليوم التالي.

## أغاني خوجلي عثمان
- أنت اتلومت فينا
- الملامة
- بريدك
- يعني كيفن ما بريدك
- ما بنختلف
- مالو لو صافيتنا
- أسمعنا مرة
- بحبك يا سودان
- شوق السنة
- يا غالية يا صبح الهنا
- الغرامك لي جسمي ناحل
- يا مشرقة
- حبة حبة
- يا روحي هاجري وفتشي
- المستحيل
- الذكريات
- فرح الطفولة
- شرع الحب

## اقرأ أيضا
كمال ترباس
محمد الأمين
محمد وردي
ابوعركي البخيت
عثمان حسين